# Lijst van voetbalinterlands Canada - Duitsland
Deze lijst van voetbalinterlands is een overzicht van alle officiële voetbalwedstrijden tussen de nationale teams van Canada en Duitsland. De landen speelden tot op heden twee keer tegen elkaar. De eerste ontmoeting, een vriendschappelijke wedstrijd, werd gespeeld in Toronto op 8 juni 1994. Het laatste duel, eveneens een vriendschappelijke wedstrijd, vond plaats op 1 juni 2003 in Wolfsburg.

## Wedstrijden
| № | Plaats    | Datum       | Competitie        | Wedstrijd          | Uitslag |
| - | --------- | ----------- | ----------------- | ------------------ | ------- |
| 1 | Toronto   | 8 juni 1994 | Vriendschappelijk | Canada – Duitsland | 0 – 2   |
| 2 | Wolfsburg | 1 juni 2003 | Vriendschappelijk | Duitsland – Canada | 4 – 1   |

## Samenvatting
| Competitie        | Totaal gespeeld | Winst Canada | Gelijk | Winst Duitsland | Doelsaldo Canada – Duitsland |
| ----------------- | --------------- | ------------ | ------ | --------------- | ---------------------------- |
| Vriendschappelijk | 2               | 0            | 0      | 2               | 1 − 6                        |
| Totaal            | 2               | 0            | 0      | 2               | 1 − 6                        |

Wedstrijden bepaald door strafschoppen worden, in lijn met de FIFA, als een gelijkspel gerekend.

## Details

### Eerste ontmoeting
De eerste ontmoeting tussen Canada en Duitsland vond plaats op 8 juni 1994. Het vriendschappelijke duel, gespeeld in het Varsity Stadium in Toronto en bijgewoond door 20.124 toeschouwers, stond onder leiding van scheidsrechter Stephen Lodge uit Engeland.
| Vriendschappelijk (Toronto, Canada, 8 juni 1994): |              | |
| Canada | 0 – 2        | Duitsland |
| | goals        | 30' Matthias Sammer 90' Rudi Völler |
| Bob Lenarduzzi | bondscoach   | Berti Vogts |
| Craig Forrest Mark Watson Frank Yallop Randy Samuel Iain Fraser 54' Nick Dasovic Colin Miller Lyndon Hooper 73' Geoff Aunger 70' Eddy Berdusco 46' Carlo Corazzin 60' | opstellingen | Bodo Illgner Lothar Matthäus 46' Jürgen Kohler Thomas Berthold 68' Thomas Strunz Andreas Brehme 82' Mario Basler Matthias Sammer 65' Thomas Häßler Rudi Völler 46' Jürgen Klinsmann |
| John Catliff 46' Ian Carter 54' Domenic Mobilio 60' David Norman 70' John Limniatis 73'                                                                               | wissels      | 46' Thomas Helmer 46' Karl-Heinz Riedle 65' Martin Wagner 68' Maurizio Gaudino 82' Stefan Kuntz                                                                                     |

### Tweede ontmoeting
De tweede ontmoeting tussen Canada en Duitsland vond plaats op 1 juni 2003. Het vriendschappelijke duel, gespeeld in de Volkswagen-Arena in Wolfsburg en bijgewoond door 23.000 toeschouwers, stond onder leiding van scheidsrechter Éric Poulat uit Frankrijk. Het was de eerste interland ooit die in de thuishaven van VfL Wolfsburg werd gespeeld.
| Vriendschappelijk (Wolfsburg, Duitsland, 1 juni 2003): |              | |
| Duitsland | 4 – 1        | Canada |
| Carsten Ramelow 41' Paul Freier 53' Fredi Bobic 61' Tobias Rau 90+2' | goals        | 20' Kevin McKenna |
| Rudi Völler | bondscoach   | Holger Osieck |
| Frank Rost 46' Arne Friedrich 46' Christian Wörns Frank Baumann 59' Tobias Rau Bernd Schneider 75' Carsten Ramelow 46' Sebastian Kehl Torsten Frings Benjamin Lauth 46' Fredi Bobic 69' | opstellingen | Pat Onstad 82' Tam Nsaliwa Paul Fenwick Nevio Pizzolitto Richard Hastings 77' Martin Nash Daniel Imhof Nick Dasovic Julian de Guzman Kevin McKenna Paul Stalteri |
| Hans-Jörg Butt 46' Paul Freier 46' Andreas Hinkel 46' Oliver Neuville 46' Marko Rehmer 59' Kevin Kurányi 69' Michael Hartmann 75'                                                       | wissels      | 77' Maycoll Cañizalez 82' Carl Fletcher |